# Mirela Maniani
Mirela Maniani (Manjani)  (gr. Μιρέλα Μανιάνι, ur. 21 grudnia 1976 w Durrësie w Albanii) – grecka lekkoatletka, która specjalizowała się w rzucie oszczepem.
Dwukrotna medalistka olimpijska: Igrzysk Olimpijskich w Sydney, gdzie zdobyła srebro ustanawiając rekord życiowy 67,51 m (rekord Grecji) i Igrzysk Olimpijskich w Atenach. Podczas Mistrzostw Świata w Sewilli i Mistrzostw Świata w Paryżu zdobyła złote medale. A w 2001 roku Mistrzostw Świata w Edmonton brąz.
Do 1997 roku reprezentantka Albanii. W barwach tego kraju startowała m.in. na igrzyskach olimpijskich w Atlancie (1996) zajmując 24. miejsce, z wynikiem 55,64 m. W dorobku ma również rekord Albanii - 62,64 m. Wicemistrzyni Europy juniorów z Nyíregyházy (1995).
W 1997 poślubiła Jeorjosa Dzelilisa – greckiego sztangistę. Rozwiedli się w 2002.